# System 3.0
System Software 3 (albo System 3) – trzecia wersja systemu operacyjnego Mac OS, trafił do sprzedaży w 1986 jako następca systemu 2. Jego następcą został System 4.0.